# 長野県道162号上田停車場線
座標: 北緯36度23分50.7秒 東経138度14分59.8秒 / 北緯36.397417度 東経138.249944度
長野県道162号上田停車場線（ながのけんどう162ごう うえだていしゃじょうせん）は、長野県上田市の上田停車場から国道141号交点に至る一般県道である。

## 概要

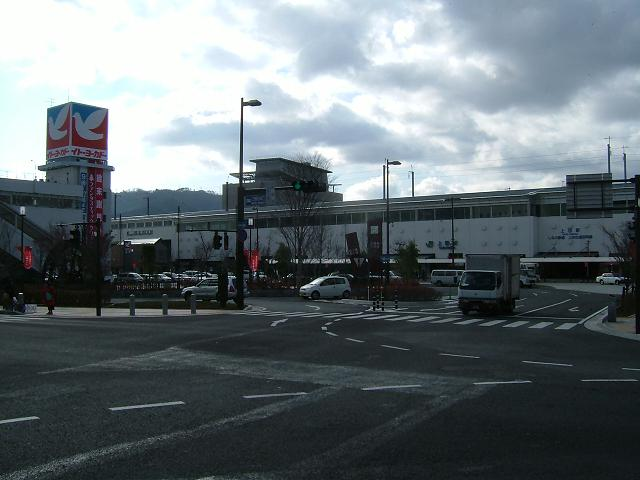
2004年12月の県道全景（画像右中央部の横断歩道部分）
2025年現在は手前の交差点がスクランブル交差点になっている

重複区間を除いた実延長は、起点である北陸新幹線上田駅前のロータリーから国道141号の上田駅お城口交差点までの7メートル (m) であるため、案内標識などは設置されておらず、地図上でも表示されないことがある。総延長が日本一短い広島県道204号安登停車場線を抜いて日本一短い県道であるが、長野県道77号長野上田線との重複区間を含めた総延長は126.4 mで大きく伸びる。
実延長が特に短い県道のため、幅員のほうが実延長の2倍ほどある道路とされるが、その外見は、市道扱いの上田駅前ロータリーと長野県道77号長野上田線に挟まれた横断歩道部分しかないのが実態である。一説には、かつては上田駅前まで続く県道であったが、2002年（平成15年）に駅前ロータリーが市道として整備されたことによって県道の延長が削られ、現在の長さになったと言われる。

### 路線データ
長野県道路現況平成23年度データより
- 起点：上田市天神一丁目（北陸新幹線・しなの鉄道線上田駅）
- 終点：上田市中央一丁目[8]（中央1丁目交差点＝国道141号交点）お城口交差点から中央1丁目交差点まで、長野県道77号長野上田線と重複区間である
- 路線延長：7 m（重複区間を除く実延長）

## 地理

### 通過する自治体
- 長野県
上田市

### 交差する道路
- 長野県道77号長野上田線（中央通り・祝町大通り）：上田駅お城口交差点 - 中央1丁目交差点（終点）で重複
- 国道141号：中央1丁目交差点（終点）

### 沿線
- 上田駅（北陸新幹線・しなの鉄道線・上田電鉄別所線）